# Church of Tiamat
Church of Tiamat è il primo DVD pubblicato nel 2006 dalla band death metal Tiamat. 

## Tracce
1. Vote For Love
2. Children Of The Underworld
3. Cain
4. Brighter Than The sun
5. To Have And Have Not
6. Whatever That Hurts
7. I Am In Love With Myself
8. In A Dream
9. Wings Of Heaven
10. Cold Seed
11. Clovenhoof
12. As Long As You Are Mine
13. Love Is As Good As Soma
14. The Sleeping Beauty
15. Gaia

## Formazione
- Johan Edlund - voce e chitarra
- Thomas Petersson - chitarra
- Anders Iwers - basso
- Lars Sköld - batteria
- Martin Brandstrom - tastiere